# Ich komme
Ich komme ist ein finnischsprachiges Lied von Christel Martina Roosberg und Jori Roosberg. Es wurde von der finnischen Sängerin Erika Vikman interpretiert. Mit dem Titel vertrat sie Finnland beim Eurovision Song Contest 2025 in Basel.

## Hintergründe
Vikman nahm 2020 am Uuden Musiikin Kilpailu teil, der finnischen Vorentscheidung zum Eurovision Song Contest.
Am 8. Januar 2025 gab Yleisradio bekannt, dass Vikman 2025 erneut teilnehmen werde. Ihr Wettbewerbstitel wurde gut eine Woche später veröffentlicht. Der Titel wurde von Christel Martina Roosberg und Jori Roosberg komponiert und produziert. Für das Mastering war Svante Forsbäck verantwortlich.
Die Vorentscheidung fand am 8. Februar 2025 statt. Nach der Wertung der Jury erreichte Vikmann den zweiten Platz. Im Televoting führte sie mit 41 % deutlich und vertrat daher Finnland beim Eurovision Song Contest 2025.

## Inhaltliches
Laut Vikman kam die Idee von Christel und Jori Roosberg, als sie ein Instagram-Video von Vikman sahen, in dem sie mit ihrem Partner auf Deutsch sprach. Anfangs sei ein Lied in einem anderen Genre in Betracht gezogen worden, jedoch habe sie ein erstes Demo sofort überzeugt. Vikman erklärte, dass das Lied mehrdeutig sei in Bezug auf Freude am Vergnügen, Ekstase sowie einem Zustand der Trance. Weiterhin solle Sexualität allein in den Händen der jeweiligen Person liegen und keine Tabus kennen.
Der deutschsprachige Titel Ich komme ist im Refrain vor allem aus dem Background zu hören. Der überwiegende Teil des Textes ist in finnischer Sprache verfasst.

## Veröffentlichung
Der Titel wurde am 16. Januar 2025 als Musikstream veröffentlicht.

## Beim Eurovision Song Contest
Mit dem Titel nahm Finnland am Eurovision Song Contest teil. Das Land trat hierbei in der zweiten Hälfte des zweiten Halbfinales am 15. Mai 2025 an und qualifizierte sich für das Finale am 17. Mai 2025, wo ihm die Startnummer 13 zugeteilt wurde. Mit 196 Punkten erreichte das Land den 11. Platz.

## Rezeption
Lotta Mikkilä vom Helsingin Sanomat merkte an, dass sich Ich komme nah an älteren Werken von Christel Roosberg orientiere. Der Titel sei zwar kein tanzbarer Partysong, aber dennoch einer der stärksten des UMK und beschrieb die Musik aus einer Mischung aus finnischer Disco und elektronischer Musik. Der Spiegel interpretiert den deutschen Titel dahingehend, dass aufgrund der früheren strengen finnischen Gesetzgebung Pornografie häufig aus Deutschland importiert wurde.
Der finnische Präsident Alexander Stubb hatte sich vor dem europäischen Wettbewerb demonstrativ für den Beitrag Bara bada bastu der finnlandschwedischen Band KAJ ausgesprochen, welcher dann aber zum schwedischen Beitrag des Song Contests wurde. Zuspruch erhielt Vikman stattdessen von der ehemaligen Ministerpräsidentin Sanna Marin.
Aufgrund des deutschen Titels wurden kurz nach der Vorentscheidung deutschsprachige Medien auf den Beitrag aufmerksam.
Vikman führte den Titel unter anderem in der finnischen Botschaft in Berlin und Bern auf.

## Chartplatzierungen
| ChartsChartplatzierungen | Höchstplatzierung | Wochen |
| ------------------------ | ----------------- | ------ |
| Finnland (IFPI)          | 2 (20 Wo.)        | 20     |
| Österreich (Ö3)          | 48 (1 Wo.)        | 1      |
| Schweiz (IFPI)           | 56 (1 Wo.)        | 1      |